# Dúzsi Pince
A Dúzsi Pince családi birtok alapját a Sióagárd-Leányvárban található szőlőterületek adják, ahol Kékfrankost, Zweigeltet, Merlot, Portugiesert, Pinot noirt, Ezerfürtűt és Cabernet sauvignon-t termelnek.

## Története
A Dúzsi Pincét a szekszárdi borvidéken 1994-ben alapították. A pincészet 1994-ben a Sióagárd–Lányvár-dűlőben 3,3 hektár kékfrankos szőlő kárpótlásából indult. Szortimentüket a Kékfrankosok és a Kékfrankos alapú cuvée-ek alapozzák meg. Már 1994 előtt is rendelkeztek kísérleti területekkel, ahol új fajtákat próbáltak ki Szekszárd egyik szomszédos falujában. Ezt a vonalat az óta is követik, sokat fejlesztenek, kísérleteznek a szőlészet és a borászat terén.

## Vörös borok
Vörösboraik készítésénél a borász, Dúzsi Tamás még fiatal korában az idősebb borászoktól tanult borkészítési módokat alkalmazza, és az 1964-ben megkezdett szőlész-borász diáksága alatt kóstolt borok ízvilágához hasonló borokat készít, erre a legjobb példa tradicionális módon készült, öregtőkés  Kadarka boruk.

## A rozé
1996-ban egy véletlen folytán kezdtek a rosé készítésébe. A leszüretelt szőlő mennyiségéhez az erjesztő tartály túl kicsinek bizonyult, és ekkor engedték le először a Kékfrankosból a mustot rosénak. Napjainkra a rosé teszi ki forgalmuk egy jelentős részét. Ezen borokkal több külföldi neves megmérettetésen is sikereket értek el. 2010-ben a cannes-i Mundial du Rosé borversenyen öt érmet szereztek. Jelenleg, körülbelül 24 éremmel rendelkeznek erről a versenyről.